# Narowalenus globosus
Narowalenus globosus är en insektsart som beskrevs av Shakila 1991. Narowalenus globosus ingår i släktet Narowalenus och familjen Flatidae.
Artens utbredningsområde är Pakistan. Inga underarter finns listade i Catalogue of Life.